# Golmbach
Golmbach é um município da Alemanha localizado no distrito de Holzminden, estado da Baixa Saxônia.
Pertence ao Samtgemeinde de Bevern.

## Demografia
Evolução da população:
|           | 1910 | 1925 | 1933 | 1939 | 1996  | 2007  |
| --------- | ---- | ---- | ---- | ---- | ----- | ----- |
| População | 920  | 832  | 824  | 761  | 1.077 | 1.016 |